# Chrysosoma fissilamellatum
Chrysosoma fissilamellatum är en tvåvingeart som beskrevs av Octave Parent 1939. Chrysosoma fissilamellatum ingår i släktet Chrysosoma och familjen styltflugor. Inga underarter finns listade i Catalogue of Life.